# Liste der Biografien/Verd
Liste der Biografien |
Portal Biografien |
Personensuche
# |
A |
B |
C |
D |
E |
F |
G |
H |
I |
J |
K |
L |
M |
N |
O |
P |
Q |
R |
S |
T |
U |
V |
W |
X |
Y |
Z |
?
 
Va |
Vd |
Ve |
Vh |
Vi |
Vj |
Vl |
Vn |
Vo |
Vr |
Vs |
Vt |
Vu |
Vy
 
Vea |
Veb |
Vec |
Ved |
Vee |
Veg |
Veh |
Vei |
Vej |
Vek |
Vel |
Vem |
Ven |
Veo |
Veq |
Ver |
Ves |
Vet |
Veu |
Vev |
Vex |
Vey |
Vez
 
Vera |
Verb |
Verc |
Verd |
Vere |
Verf |
Verg |
Verh |
Veri |
Verj |
Verk |
Verl |
Verm |
Vern |
Vero |
Verp |
Verq |
Verr |
Vers |
Vert |
Veru |
Verv |
Verw |
Very |
Verz
Die Liste der Biografien führt alle Personen auf, die in der deutschsprachigen Wikipedia einen Artikel haben. Dieses ist eine Teilliste mit 129 Einträgen von Personen, deren Namen mit den Buchstaben „Verd“ beginnt.

## Verd

### Verda
- Verda von Verdenberg, Johann Baptist († 1648), österreichischer Hofkanzler
- Verda, Alexander de, Schweizer Architekt, Bildhauer und Stuckateur
- Verda, Johann Anton, österreichischer Architekt, Steinmetz und Baumeister
- Verda, Vincenz de († 1603), schweizerisch-österreichischer Architekt, Steinmetz und Baumeister
- Verdaguer y Prat, Peter (1835–1911), spanischer Geistlicher, Apostolischer Vikar von Brownsville
- Verdaguer, Jacint (1845–1902), spanischer Dichter
- Verdaguer, Raymond (* 1947), kanadischer Grafiker und Illustrator
- Verdal, Suzanne (* 1944), kanadische Tänzerin und Muse des Sängers Leonard Cohen
- Verdam, Gideon Jan (1802–1866), niederländischer Mathematiker und Physiker
- Verdam, Jacob (1845–1919), niederländischer Niederlandist
- Verdam, Koos (1915–1998), niederländischer Rechtswissenschaftler, Hochschullehrer und Politiker
- Verdan, Claude (1909–2006), Schweizer Chirurg
- Verdan, François (1747–1818), Schweizer Unternehmer und Richter
- Verdan, Nicolas (* 1971), Schweizer Journalist und Schriftsteller
- Verdasco, Fernando (* 1983), spanischer TennisspielerFernando Verdasco (* 1983)

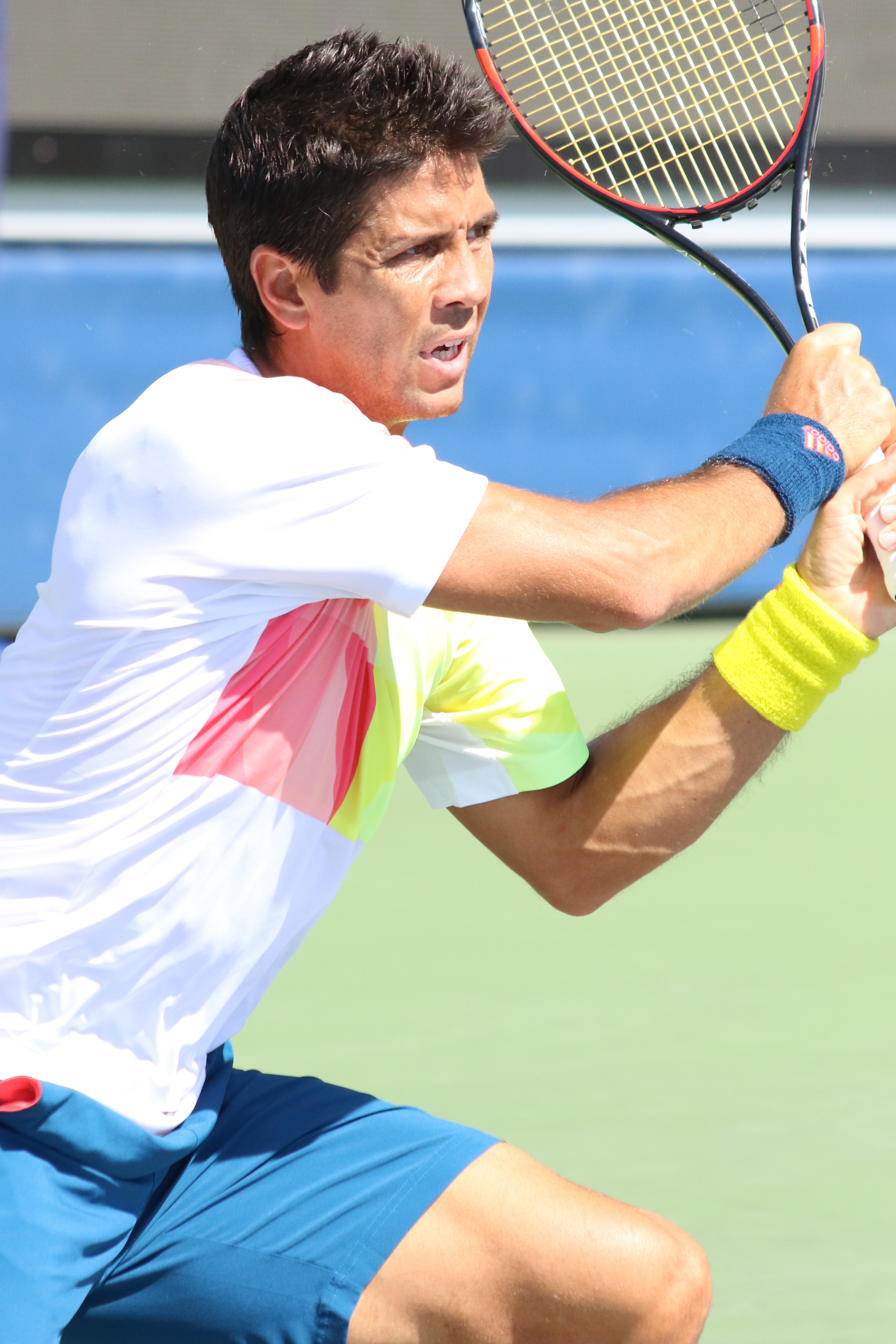
Fernando Verdasco (* 1983)

- Verdat, Marcelle (1896–1972), französische Schriftstellerin
- Verdat, Marguerite (1893–1971), französische Schriftstellerin und Archivarin

### Verde
- Verde di Salizzole († 1305), Ehefrau von Alberto I. della Scala, Herr von Verona
- Verde, Alessandro (1865–1958), italienischer Kurienkardinal der römisch-katholischen Kirche
- Verde, Cesário (1855–1886), portugiesischer Dichter
- Verde, Daniele (* 1996), italienischer Fußballspieler
- Verde, Dino (1922–2004), italienischer Drehbuchautor und Liedtexter
- Verde, Elio (* 1987), italienischer Judoka
- Verde, Marco (* 2002), mexikanischer Boxer
- Verdé-Delisle, Pierre (1877–1960), Tennisspieler
- Verdecchia, Guillermo (* 1962), kanadischer Theaterschriftsteller und Theaterschauspieler
- Verdecia, Legna (* 1972), kubanische Judoka
- Verdeil, André (1904–1990), Schweizer Eishockeyspieler
- Verdejo, Carlos (1934–2017), chilenischer Fußballspieler
- Verdejo, Felisa (* 1950), spanische Informatikerin und Hochschullehrerin
- Verdejo, Félix (* 1993), puerto-ricanischer Boxer
- Verdejo, Rocío, mexikanische Schauspielerin
- Verdel, Helena (* 1961), österreichisch-slowenische Publizistin und Sachbuchautorin
- Verdelis-Maler, argivischer Vasenmaler
- Verdelli, Carlo (* 1957), italienischer Journalist
- Verdelot, Philippe, französischer Komponist der Renaissance
- Verden, Alice (1885–1956), deutsche Schauspielerin und Hörspielsprecherin
- Verdenhalven, Fritz (1911–1993), deutscher Bibliothekar, Heimatkundler und Genealoge
- Verdenik, Zdenko (* 1949), slowenischer Fußballtrainer
- Verdenius, Jan Jacob (* 1973), norwegischer Skilangläufer
- Verdenius, Willem Jacob (1913–1998), niederländischer Altphilologe (Gräzist)
- Verderber, Richard (1884–1955), österreichischer Fechter
- Verderi, Néstor (* 1950), argentinischer Fußballtorhüter
- Verdery, Benjamin (* 1955), US-amerikanischer Gitarrist, Komponist und Musikpädagoge
- Verdes Regueira, Manuel († 2012), uruguayischer Fußballspieler
- Verdet, André (1913–2004), französischer Dichter, Maler und Bildhauer
- Verdet, Félix-Marie-Honoré (1904–1992), französischer Geistlicher und Bischof von La Rochelle
- Verdeț, Ilie (1925–2001), rumänischer Politiker
- Verdet, Marcel Émile (1824–1866), französischer Physiker
- Verdeun, Maurice (1929–2014), französischer Bahnradsportler
- Verdeur, Joseph (1926–1991), US-amerikanischer Schwimmer

### Verdi
- Verdi, Giuseppe (1813–1901), italienischer Komponist der RomantikGiuseppe Verdi (1813–1901)

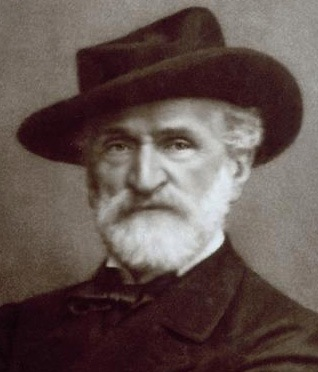
Giuseppe Verdi (1813–1901)

- Verdi, Nilüfer (* 1956), türkische Jazzmusikerin (Piano, Komposition)
- Verdi, Simone (* 1992), italienischer Fußballspieler
- Verdial, Fernão, osttimoresisch-indonesischer Beamter
- Verdial, Signi Chandrawati (* 1979), osttimoresische Politikerin
- Verdicchio-Krause, Claudia (* 1975), deutsche Sportschützin
- Verdick, Gijs (1994–2016), niederländischer Radrennfahrer
- Verdieck, Bruno (1902–1969), deutscher Gewerkschafter (DGB) und Politiker (SPD), MdL
- Verdieck, Paul (1893–1979), deutscher Politiker (SED), MdL Sachsen-Anhalt und Opfer der DDR-Justiz
- Verdier, Arthur (1835–1898), französischer Afrikaforscher
- Verdier, Bernard (* 1943), französischer Autorennfahrer
- Verdier, César (1695–1759), französischer Arzt, Anatom
- Verdier, Eugène (1827–1902), französischer Rosenzüchter
- Verdier, Fabienne (* 1962), französische Künstlerin
- Verdier, Fabrice (* 1968), französischer Politiker, Mitglied der Nationalversammlung
- Verdier, Franz (1869–1938), deutscher Film- und Theaterschauspieler sowie Theaterleiter
- Verdier, Geraldo (1937–2017), französischer Geistlicher, römisch-katholischer Bischof von Guajará-Mirim
- Verdier, Guillaume (* 1970), französischer Yachtkonstrukteur
- Verdier, Jean (1864–1940), französischer Geistlicher, Erzbischof von Paris und Kardinal
- Verdier, Jean-Antoine (1767–1839), französischer General
- Verdier, Jean-Louis (1935–1989), französischer Mathematiker
- Verdier, Johann Gottfried (1736–1798), deutscher Rat und Amtmann
- Verdier, Nadine, französische Schauspielerin, Kamerafrau und Filmeditorin
- Verdier, Robert (1910–2009), französischer Politiker, Mitglied der Nationalversammlung
- Verdier, Victor (1803–1878), französischer Rosenzüchter
- Verdiger, Avraham (1921–2013), israelischer Politiker
- Verdin, Katalina (* 1975), mexikanisches Fotomodell
- Verdini, Denis (* 1951), italienischer Bankier und Politiker
- Verdini, Luis (* 1995), brasilianischer Fußballspieler
- Verdion, Otto Bernhard von (1719–1800), deutscher Hofbeamter, Schriftsteller und Rittergutsbesitzer
- Verdirame, Sergio (* 1970), argentinisch-mexikanischer Fußballspieler
- Verdizzotti, Francesco, Sekretär beim Rat der Zehn, Historiker

### Verdo
- Verdoïa, Andy (* 2002), französischer Motorradrennfahrer
- Verdoia, Stephanie (* 1993), US-amerikanische Fußballspielerin
- Verdon, Gwen (1925–2000), US-amerikanische Schauspielerin und Tänzerin
- Verdon, Isabel de (1317–1349), englische Adlige
- Verdon, John de († 1274), englischer Adliger
- Verdon, Nicholas de, anglo-irischer Adliger
- Verdon, Philip (1886–1960), britischer Ruderer
- Verdon, Theobald de, 1. Baron Verdon († 1309), anglo-irischer Adliger
- Verdon, Theobald de, 2. Baron Verdon (1278–1316), englischer Adliger
- Verdon-Roe, Vivienne, britische Filmproduzentin
- Verdonck, Cornelis (1563–1625), franko-flämischer Komponist und Sänger der Renaissance
- Verdonck, David (* 1976), belgischer Radrennfahrer
- Verdonck, Julien (1885–1949), belgischer Turner
- Verdonck, Maurice (1879–1968), belgischer Ruderer
- Verdonck, Nico (* 1985), belgischer Rennfahrer
- Verdonck, Sven (* 1988), belgischer Fußballspieler
- Verdone, Carlo (* 1950), italienischer Schauspieler, Drehbuchautor und RegisseurCarlo Verdone (* 1950)

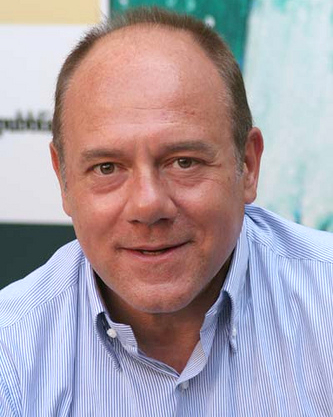
Carlo Verdone (* 1950)

- Verdoni († 1804), französisch-italienischer Schachspieler
- Verdonk, Eric (1959–2020), neuseeländischer Ruderer
- Verdonk, Martin (* 1959), niederländischer Jazzperkzussionist
- Verdonk, Rita (* 1955), niederländische Ministerin für Integration und Einwanderung
- Verdonk, Robert (* 1943), belgischer Romanist
- Verdonschot, Laura (* 1996), belgische Radrennfahrerin
- Verdoodt, Albert (1925–2011), belgischer Sozialwissenschaftler und Hochschullehrer
- Verdoorn, Annemieke (* 1961), niederländische Schauspielerin
- Verdoorn, Inez Clare (1896–1989), südafrikanische Botanikerin

### Verdr
- Verdries, Johann Melchior (1679–1735), deutscher Arzt und Professor für Physik und Medizin in Gießen
- Verdroß von Droßberg, Ignaz (1851–1931), österreichischer Feldmarschalleutnant
- Verdross, Alfred (1890–1980), österreichischer Diplomat und Völkerrechtler

### Verdu
- Verdú Fernández, Joan (* 1983), spanischer Fußballspieler
- Verdú Sánchez, Joan (* 1995), andorranischer Skirennläufer
- Verdú, Maribel (* 1970), spanische SchauspielerinMaribel Verdú (* 1970)

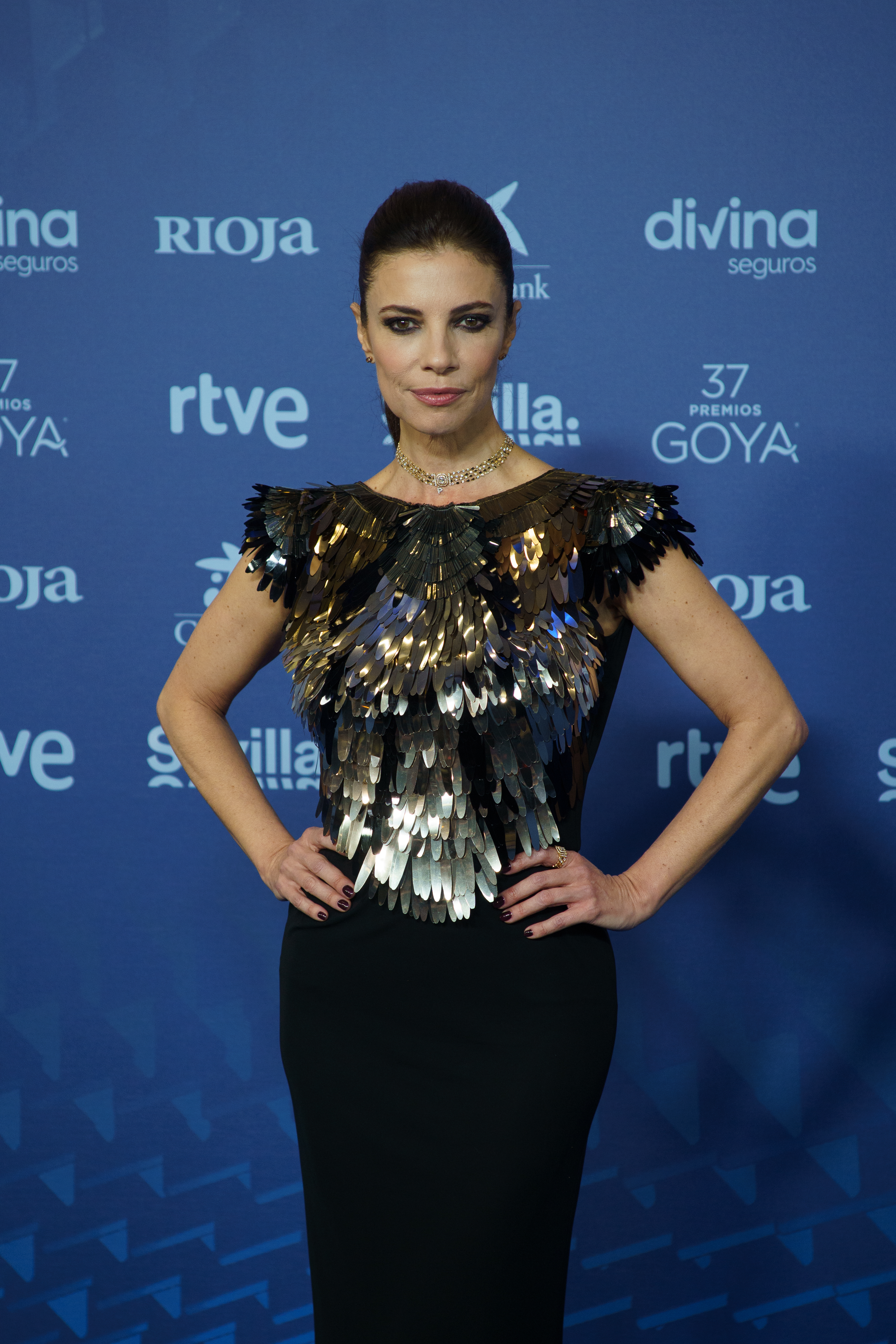
Maribel Verdú (* 1970)

- Verdu, Mike (* 1964), US-amerikanischer Manager sowie Produzent und Autor von Computerspielen
- Verdú, Sergio (* 1958), spanischer Elektrotechniker
- Verduga, Cecilia Paredes (* 1971), ecuadorianische Ingenieurin und Hochschullehrerin
- Verdugo Ponce, Jorge (1956–2016), kolumbianischer Sprach- und Literaturwissenschaftler
- Verdugo, Elena (1925–2017), US-amerikanische Schauspielerin
- Verdugo, Francisco (1537–1595), militärischer Befehlshaber, Statthalter in den Niederlanden
- Verdugo, Gorka (* 1978), spanischer Radrennfahrer
- Verdugo, Yuli (* 1997), mexikanische Bahnradsportlerin
- Verdun, Amy (* 1968), kanadische Politologin und Hochschullehrerin
- Verdurmen, Rob (* 1953), niederländischer Jazzmusiker (Schlagzeug, Komposition)

### Verdy
- Verdy du Vernois, Julius von (1832–1910), preußischer General der Infanterie und Kriegsminister
- Verdy, Violette (1933–2016), französische Ballerina, Choreografin, Hochschullehrerin und Schriftstellerin
- Verdyck, Auguste (1902–1988), belgischer Radrennfahrer

### Verdz
- Verdzekov, Paul (1931–2010), kamerunischer Geistlicher, römisch-katholischer Erzbischof von Bamenda